# Casa de Ópera de Zurique

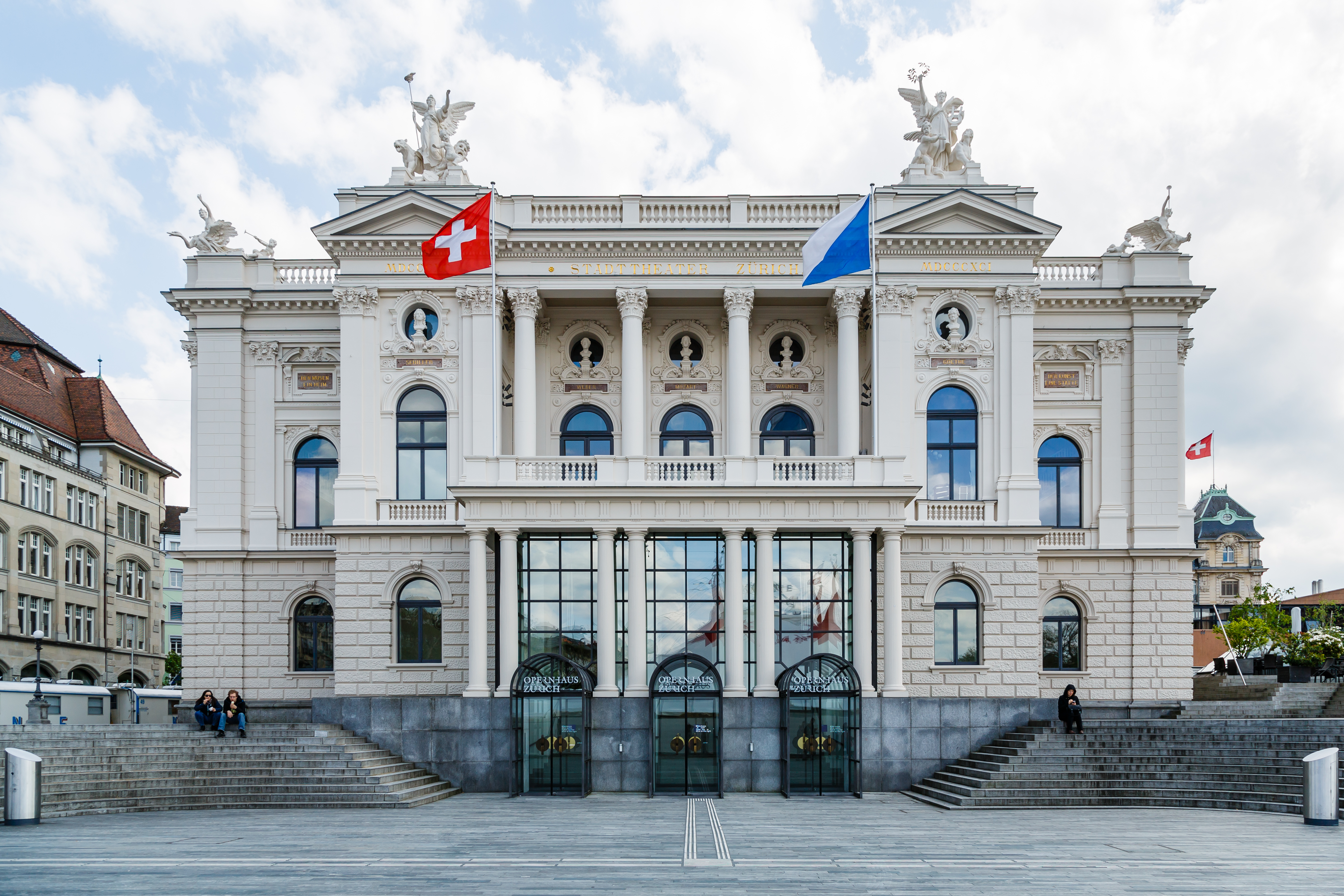
Opernhaus Zürich, a casa de ópera de Zurique

A Casa de Ópera de Zurique (Opernhaus Zürich, em alemão) é a casa da companhia denominada Ópera de Zurique desde 1891. Tem capacidade para 1100 pessoas.

## História
O primeiro teatro permanente, o Aktientheater, foi construído em 1834 e tornou-se o teatro principal das atividades de Richard Wagner durante o período de exílio na Alemanha. O aktientheater foi demolido em 1890 e a companhia mudou-se para o reconstruído teatro, chamado de Stadttheater Zurich. Permanecendo como o principal teatro da cidade para drama, ópera e eventos musicais até 1925 até ser renomeado para Opernhaus Zürich.
A partir da década de 1970 o teatro precisou de muitas renovações. Nele foram apresentadas, entre muitas outras estreias, a ópera Die Meistersinger von Nürnberg de Richard Wagner e Der Kirschgarten de Rudolf Kelterborn.
Alexander Pereira foi o seu diretor desde 1991 até 2012, sendo sucedido por Andreas Homoki.